# Hippotion nigrofasciata
Hippotion nigrofasciata är en fjärilsart som beskrevs av Aurivillius 1925. Hippotion nigrofasciata ingår i släktet Hippotion och familjen svärmare. Inga underarter finns listade i Catalogue of Life.